# Skolefilm Hellested
|  | Denne artikel er oprettet af botten Steenthbot ud fra en ekstern database. Den kan derfor have sproglige fejl eller mangler. Denne skabelon kan fjernes efter kontrol af indholdet. |

Skolefilm Hellested er en dansk dokumentarisk optagelse.

## Handling
Dagligdagsbilleder fra Hellested Hovedskole ved Stevns og andre skoler på Sydsjælland, ca. 1950'erne: Glade børn, leg og boldspil i skolegården inden der ringes ind til time. Leg ved sø. Kort glimt af Jersie Kirke. Udflugt på cykel. Klasseundervisning i musik og sang (læreren akkompagnerer på klaver), regning og sløjd. Skole klædt i sne, leg på frossen sø, spring over buk og sneboldskampe. Piger leger med hulahopringe, mens drengene leger slåskamp for sjov. Klasseundervisning i dansk og mere leg og 'slåskampe' i skolegården. Filmen er uden årstal.